# 陈怡平
陈怡平（1968年8月—），男，汉族，陕西人，中华人民共和国政治人物。现任中国科学院地球环境研究所生态环境研究室主任，研究员，博士生导师，陕西省科学院副院长，九三学社陕西省委副主委。第十四届全国政协委员。